# Хмарочоси Ріхтера
Хмарочоси Ріхтера (хорв. Richterovi neboderi), також відомі під назвою Ракети (хорв. Rakete) — три житлові будинки у столиці Хорватії Загребі, в районі Трнє, зведені у стилі бруталізму.
Проєкт будівель розроблено в 1960-х роках за проєктом студії Centar '51 архітекторів Берислава Шербетича, Люби Івети, Вєнцеслава Ріхтера та Ольги Коренік. Будівництво хмарочосів завершилося 1968 року. Початковий проєкт після землетрусу в Скоп'є 1963 року було видозмінено, щоб дозволити будівлям витримати потенційний землетрус у своїй місцевості.
Найвища з трьох будівель заввишки 70 метрів. Спочатку всі три хмарочоси повинні були мати однакову висоту, але було помічено, що два крайні перегороджують шлях телевізійним і радіопередавачам, тому їх побудували на відповідну висоту.